# 伊格爾萊克鎮區 (明尼蘇達州奧特泰爾縣)
伊格爾萊克鎮區（英語：Eagle Lake Township）是位於美國明尼蘇達州奧特泰爾縣的一個行政鎮區。

## 地方資料
伊格爾萊克鎮區的面積為93.25平方千米，當中陸地面積為80.93平方千米，而水域面積為12.32平方千米。根據2020年美國人口普查的數據，當地共有人口397人，而人口密度為每平方千米4.26人。